# Zero (film 2018)
Zero è un film del 2018 diretto da Aanand L. Rai.

## Trama
Un uomo di bassa statura cerca di trovare lo scopo della sua vita attraverso la frequentazione di due donne molto diverse fra loro.

## Distribuzione
Il film è stato distribuito sulla piattaforma Netflix a partire dal 21 dicembre 2018.